# ستارا فوجینا
ستارا فوجینا یک سکونتگاه در شهرداری بوهینج در منطقه کارنیولای علیا در اسلوونی است.
این سکونتگاه در نوک شمالی روستا در بلندترین قله اسلوونی، تریگلاو واقع شده است و نقطه تلاقی با سکونتگاه‌های ترنتا و موایسترنا را تشکیل می‌دهد. جنوب روستا در سواحل شمالی و شرق دریاچه بوهینج واقع شده است.